# Carl Gustaf Zetterlund
Carl Gustaf Zetterlund, född 3 januari 1840 i Gillberga socken, Södermanland, död 11 november 1892 i Örebro, var en svensk agronom. 
Zetterlund genomgick Ultuna lantbruksinstitut 1861–1863, var 1866–1868 assistent vid kemiska laboratoriet på Lantbruksakademiens experimentalfält samt hade under åtskilliga år anställningar vid bränneriindustrin och betsockertillverkningen. Han blev föreståndare för frökontrollanstalten i Örebro 1878 och för den därmed förenade kemiska stationen 1880. 
Zetterlund verkade med stor energi för de vid denna tid gängse, men ej tillräckligt förberedda och okritiskt ledda strävandena att på grund av "nordiskt frös" antagna framstående beskaffenhet igångsätta en omfattande odling och export av maltkorn och utsäde samt för införande av nya, mer givande potatissorter samt författade en mängd uppsatser och småskrifter i dessa ämnen.